# Patricia Kú Flores
Patricia Iveth Kú Flores (Lima, 17 de diciembre de 1993) es una tenista profesional  peruana que ha ganado cuatro títulos individuales y otros cuatro de dobles de la Federación Internacional de Tenis.

## Trayectoria
En categoría junior disputó en 2011 tres Grand Slam, el de Roland Garros, en el cual llegó a segunda ronda en individuales y fue cuarto finalista en dobles, el Campeonato de Wimbledon y el Abierto de Estados Unidos, en los cuales no pudo pasar de primera ronda, tanto en individuales como en dobles.
Hizo su debut en el equipo nacional peruano en la Fed Cup en el año 2010 y desde entonces tiene un récord de 9 partidos ganados y 9 perdidos. En su primer año ganó los cuatro encuentros individuales que disputó. En 2011 ganó dos y perdió otros dos ante Argentina y Brasil. En 2012 volvió a perder ante Argentina y también lo hizo ante Canadá en individuales y dobles, aunque ganó a Bahamas y Bolivia. En 2013 solo pudo ganar un partido ante Venezuela de los cinco que disputó.

## Finales de la ITF (8–10)

### Individuales (4–5)
| Leyenda             |
| ------------------- |
| Torneos de $100,000 |
| Torneos de $75,000  |
| Torneos de $50,000  |
| Torneos de $25,000  |
| Torneos de $10,000  |

| Finales por superficie |
| ---------------------- |
| Dura (0–1)             |
| Arcilla (4–4)          |
| Hierba (0–0)           |
| Carpeta (0–0)          |

| Resultado   | N.º | Fecha                  | Torneo                     | Superficie | Rival                 | Marcador           |
| ----------- | --- | ---------------------- | -------------------------- | ---------- | --------------------- | ------------------ |
| Subcampeona | 1.  | 8 de noviembre de 2010 | Bogotá 4, Colombia         | Dura       | Andrea Koch Benvenuto | 1–6, 5–7           |
| Subcampeona | 2.  | 8 de agosto de 2011    | São Paulo 3, Brasil        | Arcilla    | Nathalia Rossi        | 2–6, 3–6           |
| Campeona    | 3.  | 24 de octubre de 2011  | Bogotá 2, Colombia         | Arcilla    | Cecilia Costa Melgar  | 6–7(6–8), 7–5, 6–3 |
| Subcampeona | 4.  | 2 de abril de 2012     | Villa María, Argentina     | Arcilla    | Vanesa Furlanetto     | 3–6, 4–6           |
| Subcampeona | 5.  | 9 de abril de 2012     | Villa del Dique, Argentina | Arcilla    | Daniela Seguel        | 6–1, 0–6, 5–7      |
| Subcampeona | 6.  | 30 de abril de 2012    | Trujillo 1, Perú           | Arcilla    | Anastasia Kharchenko  | 6–4, 2–6, 3–6      |
| Campeona    | 7.  | 16 de julio de 2012    | Cochabamba, Bolivia        | Arcilla    | Victoria Lozano       | 6–0, 6–4           |
| Campeona    | 8.  | 13 de agosto de 2012   | Trujillo 2, Perú           | Arcilla    | Fernanda Brito        | 6–3, 6–7(5–7), 6–3 |
| Campeona    | 9.  | 20 de agosto de 2012   | Lima 2, Perú               | Arcilla    | Maria Fernanda Alves  | 6–4, 6–4           |

### Dobles (4–5)
| Leyenda                      |
| ---------------------------- |
| Torneos de $100,000          |
| Torneos de $75,000           |
| Torneos de $50,000           |
| Torneos de $25,000           |
| Torneos de $10,000 y $15,000 |

| Finales por superficie |
| ---------------------- |
| Dura (0–0)             |
| Arcilla (4–5)          |
| Hierba (0–0)           |
| Carpeta (0–0)          |

| Resultado   | N.º | Fecha                    | Torneo                           | Superficie | Compañera               | Rival                                     | Marcador         |
| ----------- | --- | ------------------------ | -------------------------------- | ---------- | ----------------------- | ----------------------------------------- | ---------------- |
| Campeona    | 1.  | 24 de octubre de 2011    | Bogotá 2, Colombia               | Arcilla    | Katherine Miranda Chang | Cecilia Costa Melgar Belén Ludueña        | 6–4, 7–5         |
| Campeona    | 2.  | 7 de noviembre de 2011   | Medellín, Colombia               | Arcilla    | Katherine Miranda Chang | Martina Frantová Libby Muma               | 6–4, 7–6(7–4)    |
| Campeona    | 3.  | 19 de marzo de 2012      | Rancagua, Chile                  | Arcilla    | Daniela Seguel          | Fernanda Brito Raquel Piltcher            | 7–6(7–2), 7–5    |
| Campeona    | 4.  | 19 de marzo de 2012      | Villa María, Argentina           | Arcilla    | Daniela Seguel          | María Fernanda Álvarez Terán Camila Silva | 4–6, 6–1, [10–4] |
| Subcampeona | 5.  | 16 de abril de 2012      | Arequipa, Perú                   | Arcilla    | Katherine Miranda Chang | Erin Clark Ingrid Várgas Calvo            | 6–7(2–7), 5–7    |
| Subcampeona | 6.  | 30 de julio de 2012      | Santa Cruz de la Sierra, Bolivia | Arcilla    | Victoria Lozano         | Erin Clark Luciana Sarmenti               | 6–7(4–7), 4–6    |
| Subcampeona | 7.  | 13 de agosto de 2012     | Trujillo 2, Perú                 | Arcilla    | Katherine Miranda Chang | Aranza Salut Ana Sofía Sánchez            | 6–3, 1–6, [9–11] |
| Subcampeona | 8.  | 10 de septiembre de 2012 | Pereira, Colombia                | Arcilla    | Gabriela Coglitore      | Cecilia Costa Melgar Anastasia Kharchenko | 1–6, 0–6         |
| Subcampeona | 9.  | 21 de enero de 2013      | Lima, Perú                       | Arcilla    | Katherine Miranda Chang | Maria Fernanda Alves Vanesa Furlanetto    | 1–6, 4–6         |